# Rune Støstad
Rune Støstad (* 8. Januar 1972) ist ein norwegischer Politiker der sozialdemokratischen Arbeiderpartiet (Ap). Seit 2021 ist er Abgeordneter im Storting.

## Leben
Støstad stammt aus der Ortschaft Vinstra in der Kommune Nord-Fron. Es studierte Journalismus an der Hochschule Volda und er hat einen Masterabschluss von der BI Norwegian Business School. Er saß in Nord-Fron ab 2011 im Kommunalparlament und fungierte von 2015 bis 2021 als Bürgermeister.
Støstad zog bei der Parlamentswahl 2021 erstmals in das norwegische Nationalparlament Storting ein. Dort vertritt er den Wahlkreis Oppland und wurde Mitglied im Kommunal- und Verwaltungsausschuss. Im April 2024 ging er in den Wirtschaftsausschuss über und übernahm dort den stellvertretenden Vorsitz. Zudem wurde Støstad im April 2024 Mitglied im Fraktionsvorstand der Arbeiderpartiet.